# Palau Querini Stampalia
El Palau Querini Stampalia és un palau de Venècia, situat al barri de Castello, a l'extrem sud del Campo Santa Maria Formosa, on es forma Campiello Querini. L'edifici té vistes al Rio di Santa Maria Formosa .

## Història
La gloriosa residència dels Querini Stampalia va ser fundada entre la primera i la segona dècada del segle XVI, documentant-se la presència de dos petits edificis separats fins al 1514, on hauria sorgit el palau, mentre que el 3 de gener de 1525 apareix, del Diarii de Marin Sanudo que es va celebrar una sumptuosa festa de noces al palau amb l'aportació d'una "compagnia della calza" (associació teatral), amb motiu del casament d'una jove membre de la família amb un tal Francesco Mocenigo .
Al llarg dels segles la residència es va anar enriquint amb adorns i reformes que sempre es van anar realitzant de manera gradual, sense projecte unitari, mitjançant intervencions parcials. La construcció, cap al 1700, d'un pont que unia el palau amb l'església de Santa Maria Formosa també es pot remuntar a una d'aquestes intervencions posteriors.
Entre 1789 i 1797 es van dur a terme més obres amb motiu del matrimoni d'Alvise Querini amb Maria Teresa Lippomano: el palau s'alçava un pis i, a l'interior de la cambra nupcial, Jacopo Guarana i el seu fill Vincenzo van pintar frescos emmarcats per estucs de Giuseppe Castelli.
Durant el segle XIX no es van fer cap més canvis; el comte Giovanni Querini Stampalia, l'últim membre de la família, va decidir retirar-se al primer pis del palau, i llogar tot el pis principal al Patriarca de Venècia .
El comte va disposar que a la seva mort (1869) totes les seves possessions fossin donades a la ciutat de Venècia. Així doncs, el palau, amb tot el seu mobiliari, quadres i biblioteca molt rica, esdevingué la seu de la fundació que es va establir el 1868; la biblioteca es va obrir al públic a la primera planta, mentre que les pintures i altres objectes d'art es van recollir a la planta principal.
L' any 1949 la Fundació va decidir confiar al conegut arquitecte Carlo Scarpa la restauració del Palau Querini, principalment pel que fa a la planta baixa, inutilitzada pel freqüent fenomen de l'acqua alta", i el jardí, que es trobava en un estat d'abandonament total.
La restauració de Scarpa va començar només deu anys més tard, amb l'eliminació de les intervencions del segle XIX i la restauració de les muralles. Es va construir un nou pont d'accés i es va potenciar el jardí mitjançant la plantació de noves plantes i la instal·lació d'una petita font.

## Arquitectura
No es coneix el nom del dissenyador: l'estil és molt tradicional, la façana només es caracteritza per dues finestres de múltiples llances amb balcons respectivament al primer i segon pis de l'edifici. No obstant això, se sap que Jacopo Palma el Vell va rebre l'encàrrec d'acabar la "Sala Daurada" en la qual també hi havia una llar de foc de marbre finament decorada amb l'escut familiar, que feia ressò de la façana de nova construcció.

Renovació de Carlo Scarpa. Fotos de Paolo Monti, 1963
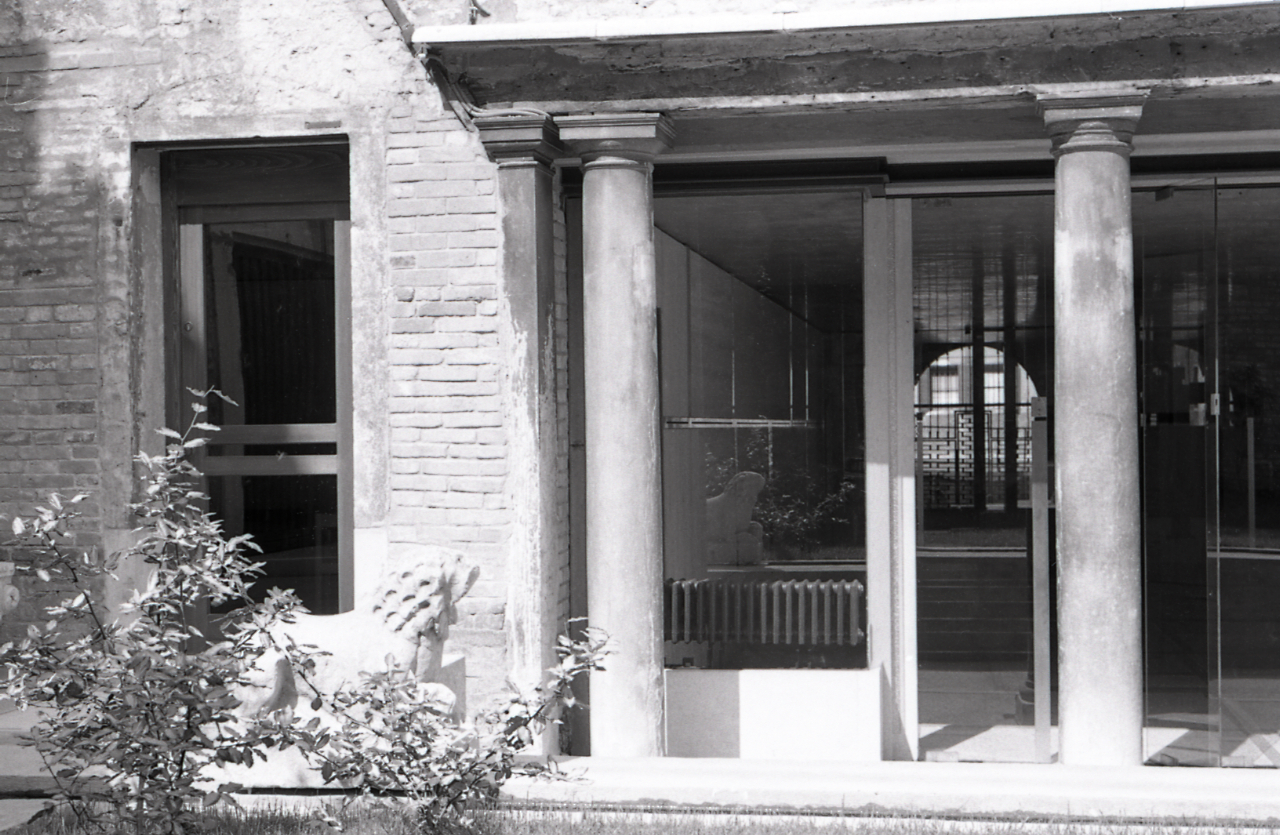
Entrada
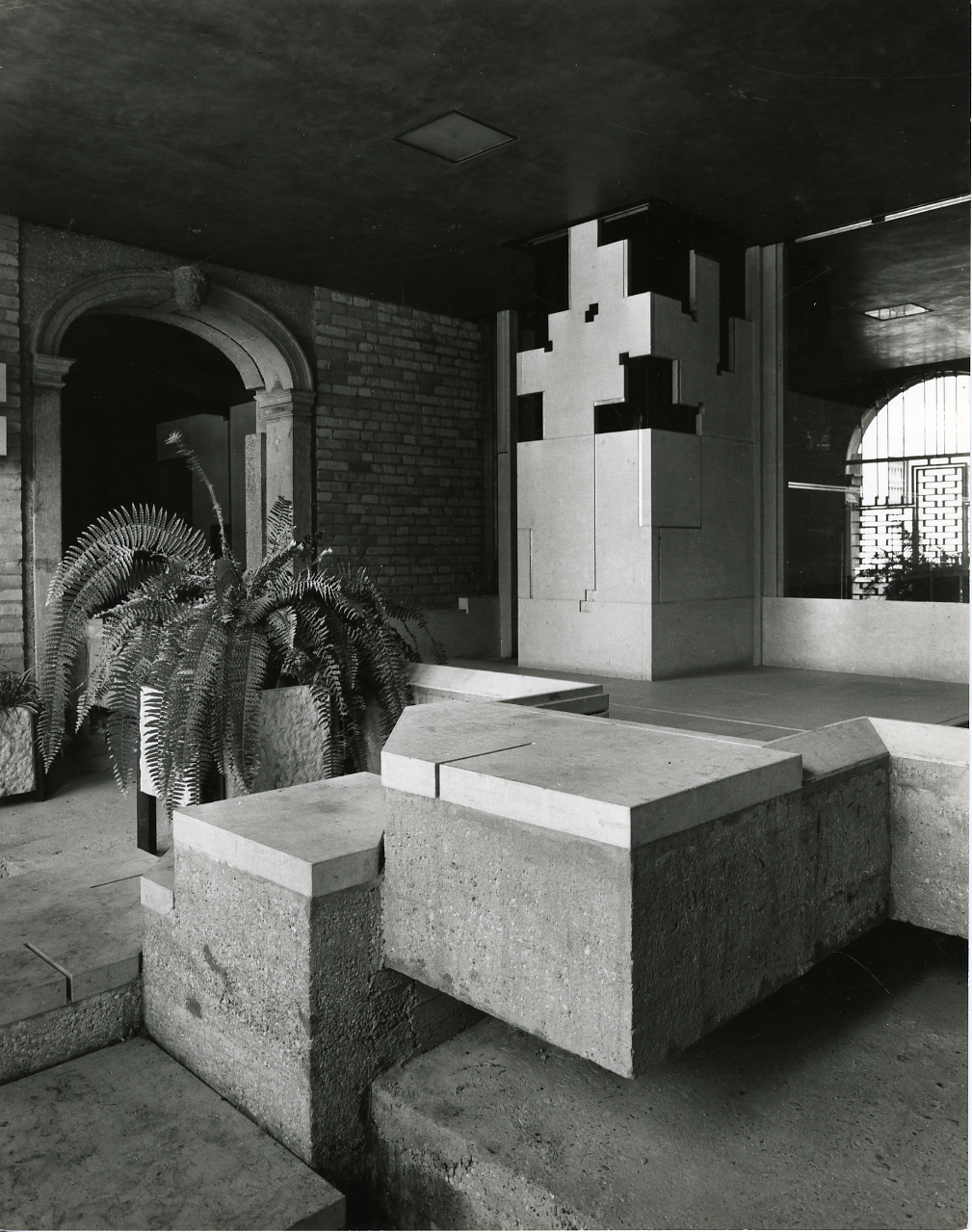
Vestíbul
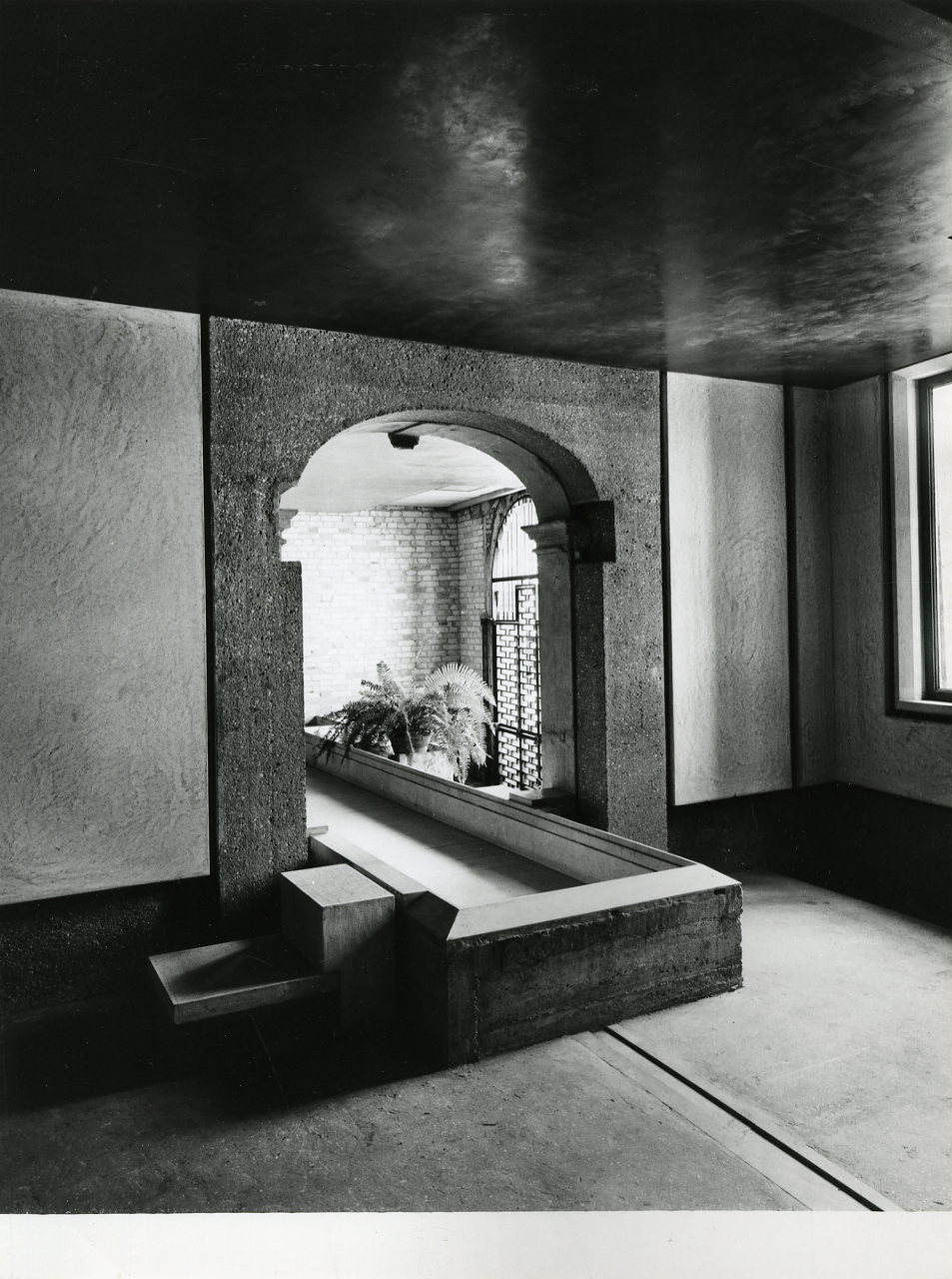
Interior
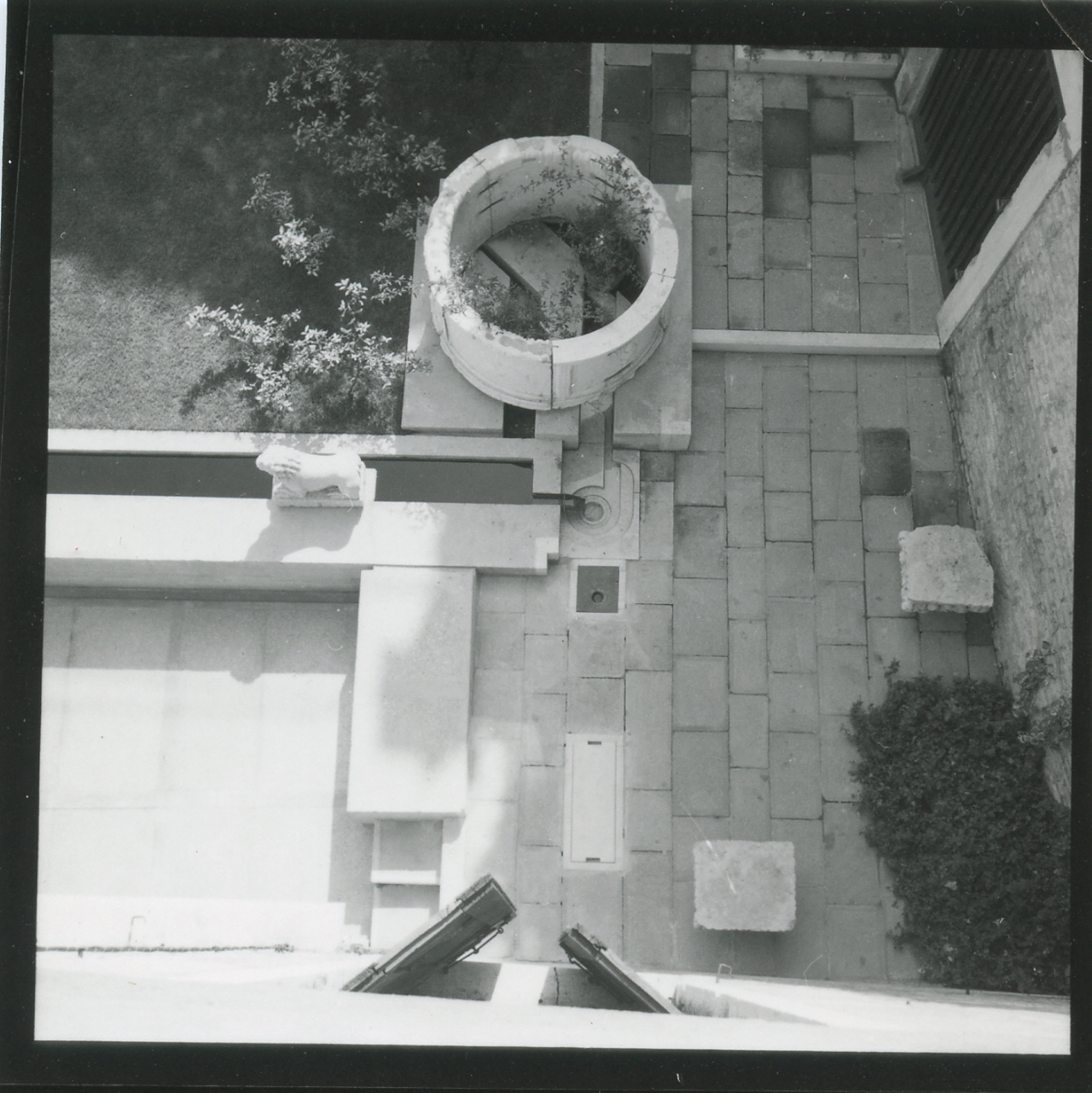
Jardí, vista superior
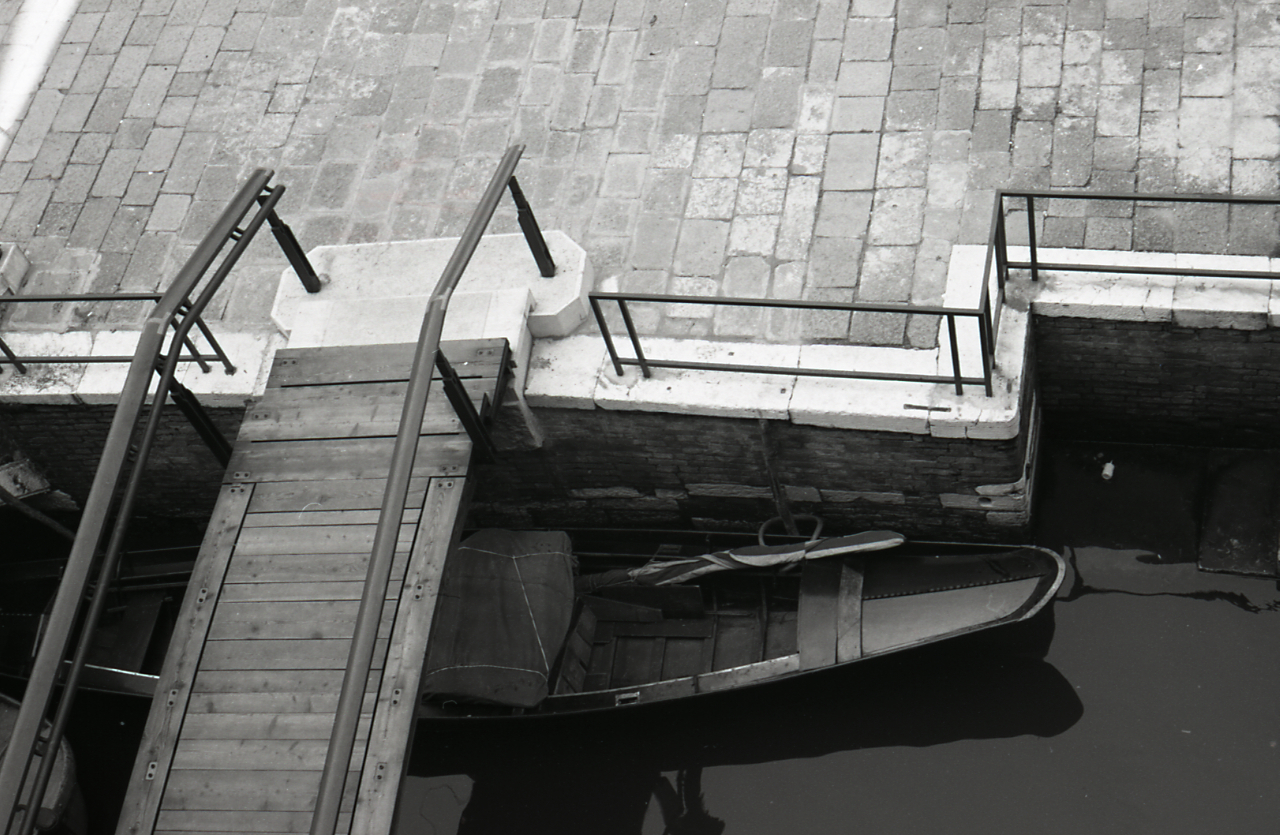
Pont d'accés privat, detall

## Galeria

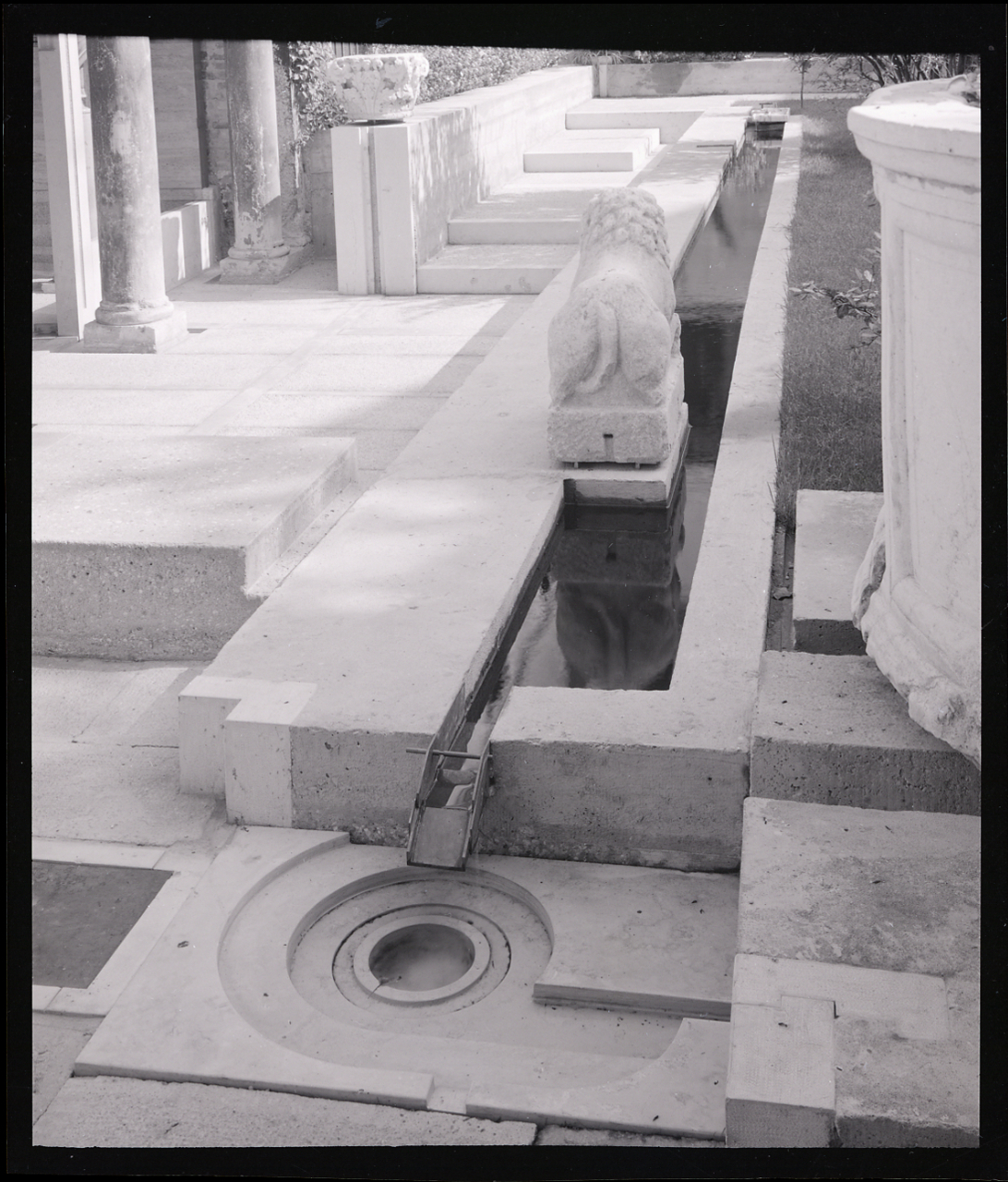
Font al jardí dissenyada per Carlo Scarpa. Foto de Paolo Monti, 1963.
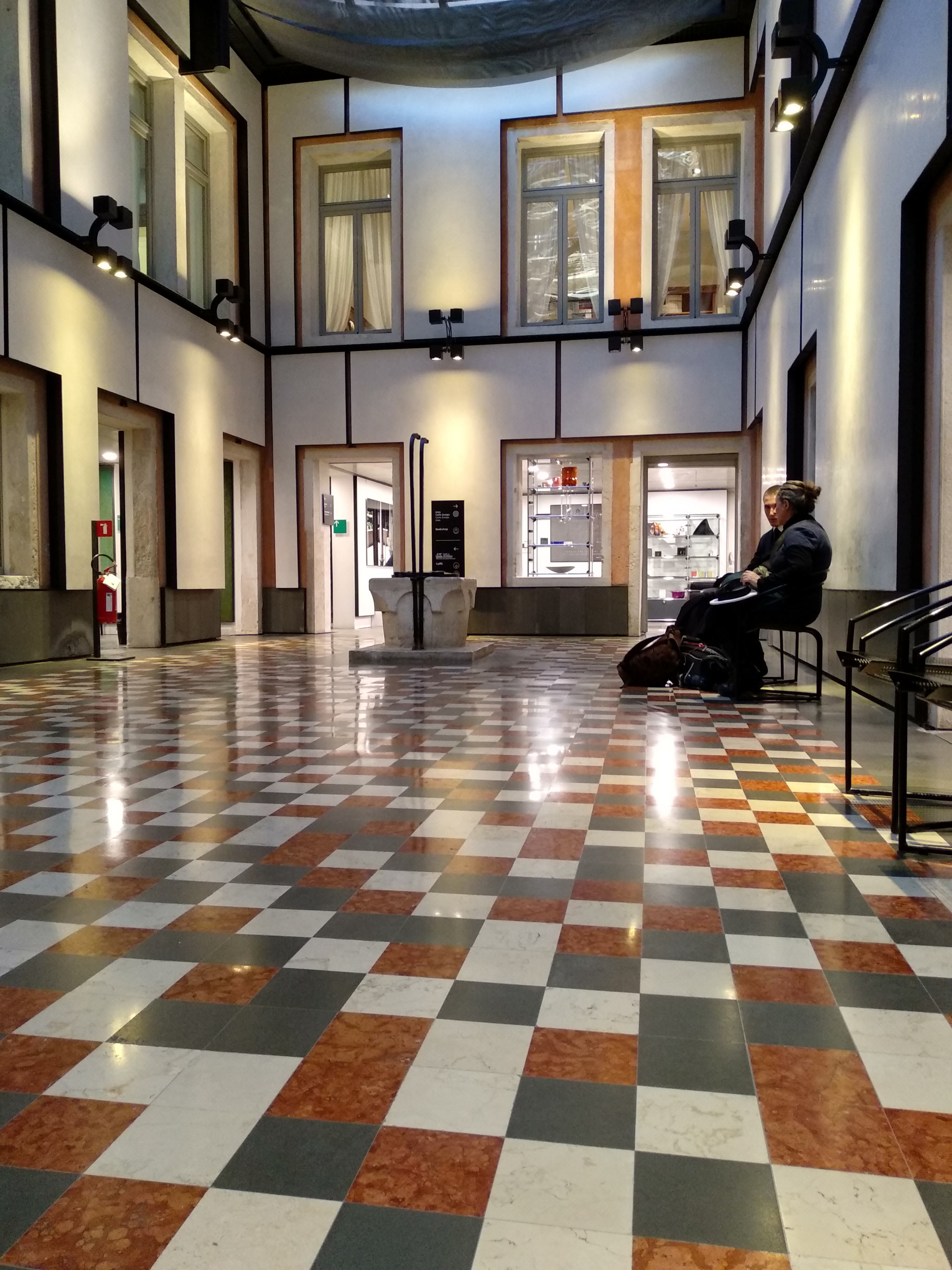
Pati interior
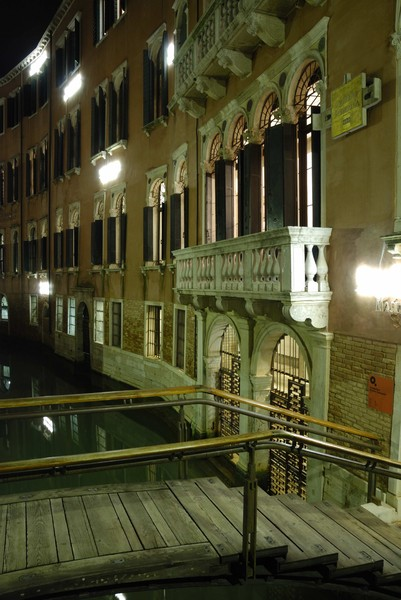
La façana
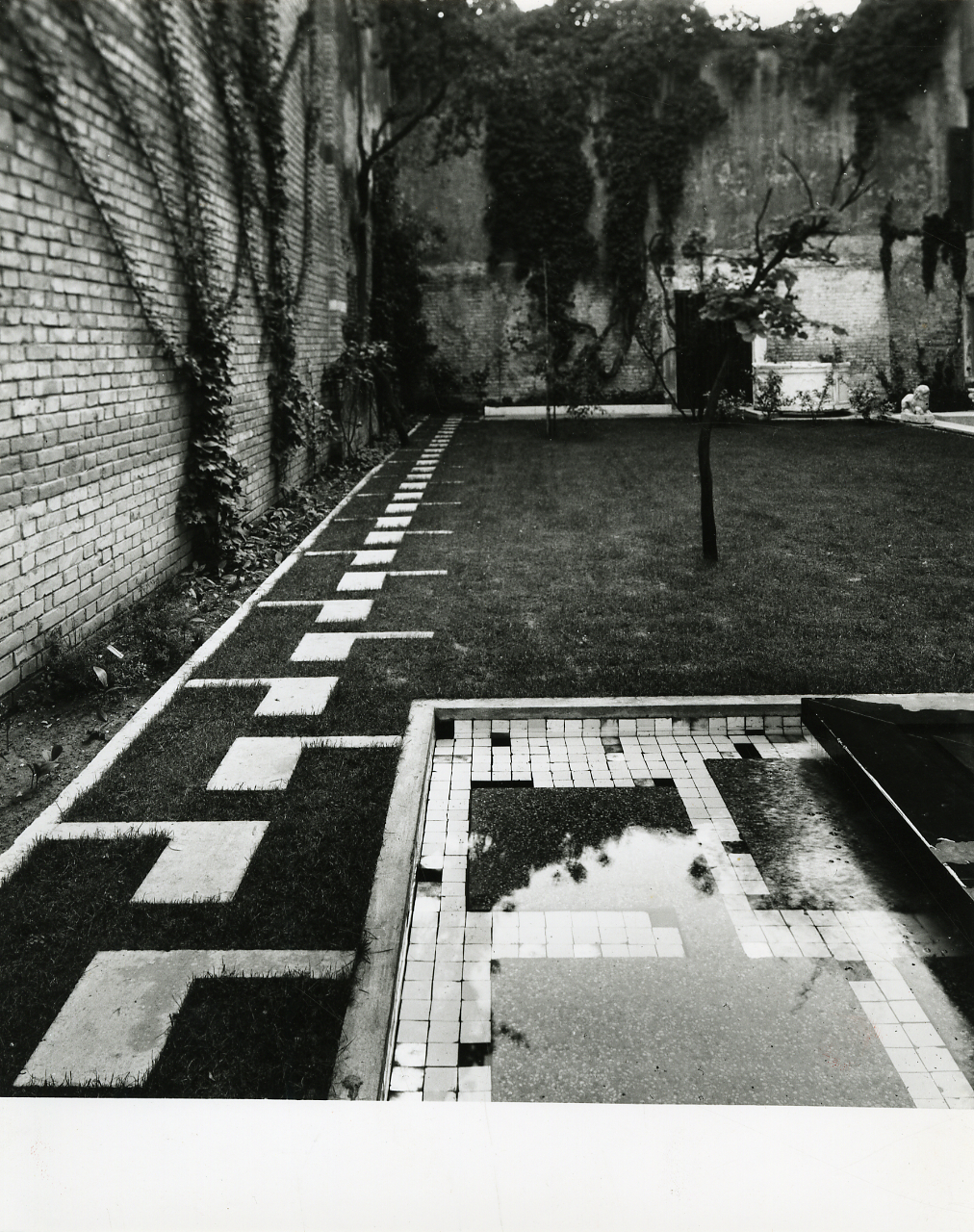
Mosaic de Mario Deluigi al jardí dissenyat per Carlo Scarpa. Foto de Paolo Monti, 1963.
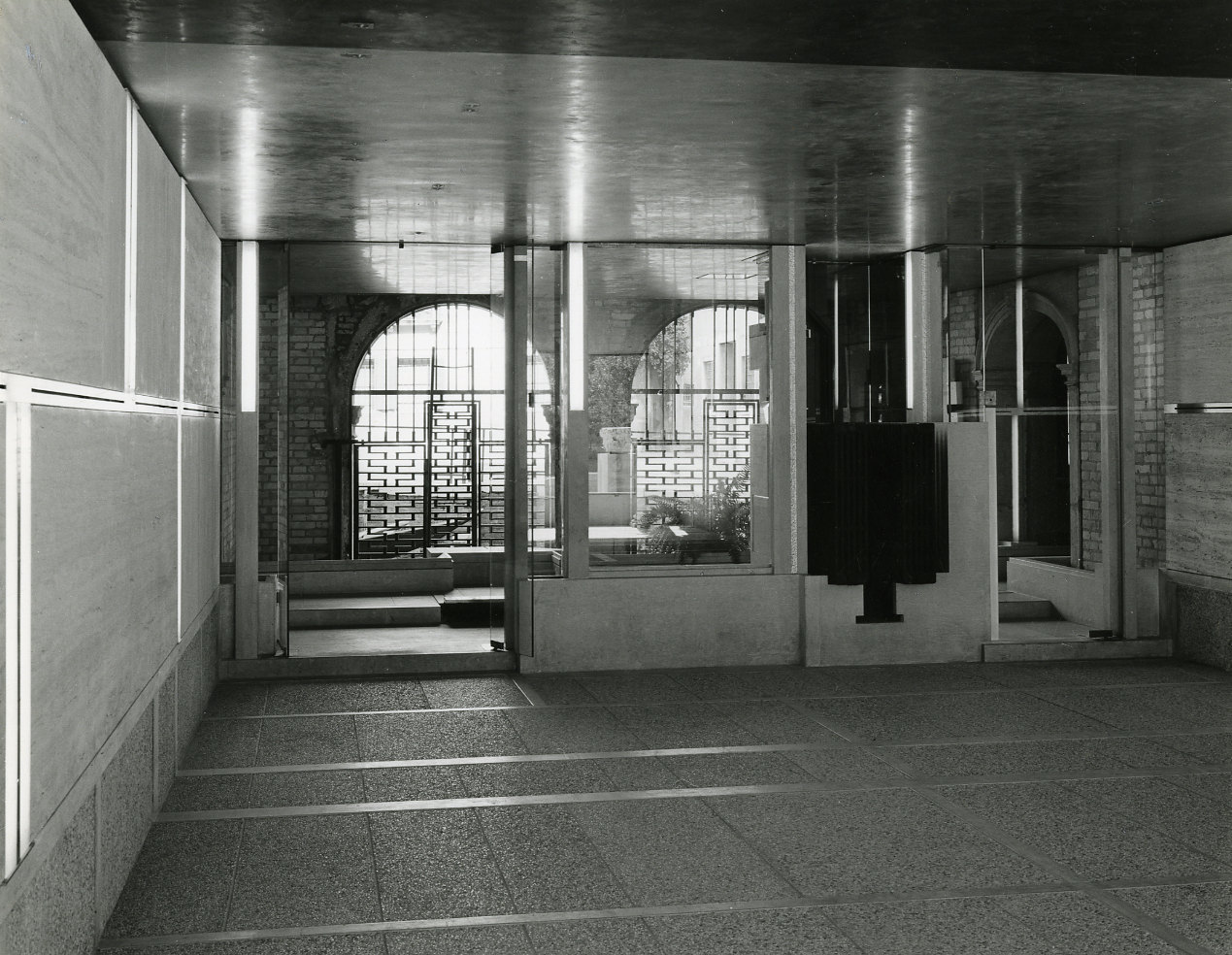
Interior. Foto de Paolo Monti, 1963.